# Lotte Miller
Lotte Emilia Miller (Stavanger, 25 de enero de 1996) es una deportista noruega que compite en triatlón. En los Juegos Europeos de Cracovia 2023 consiguió una medalla de oro en la prueba de relevo mixto.

## Palmarés internacional
| Juegos Europeos | Juegos Europeos    | Juegos Europeos | Juegos Europeos |
| Año             | Lugar              | Medalla         | Prueba          |
| --------------- | ------------------ | --------------- | --------------- |
| 2023            | Cracovia (Polonia) | Medalla de oro  | Relevo mixto    |